# Xã Rockville, Quận Kankakee, Illinois
Xã Rockville (tiếng Anh: Rockville Township) là một xã thuộc quận Kankakee, tiểu bang Illinois, Hoa Kỳ. Năm 2010, dân số của xã này là 879 người.